# لپ‌تاپ (فیلم ۲۰۰۸)
«لپ‌تاپ» (انگلیسی: Laptop (2008 film)) یک فیلم است که در سال ۲۰۰۸ منتشر شد.